# BVS Entertainment
BVS Entertainment, Inc., cunoscută anterior ca Saban Productions, Saban Entertainment și Saban International, este o subsidiară a The Walt Disney Company. Fondată la 24 aprilie 1980 ca o companie de producție de muzică de Haim Saban și Shuki Levy, a trecut încet sau a gravitat spre producția și distribuția de televiziune, unde este cunoscută cel mai bine pentru pentru producerea și distribuirea de seriale de televiziune pentru copii pentru Fox Family/ABC Family și canalele desființate Fox Kids și Jetix.
Compania a importat, dublat și adaptat diverse formate media din Japonia precum Maple Town, Noozles, Funky Fables, Samurai Pizza Cats și primele trei seriale Digimon către piețele nord-americană și internaționale prin sindicalizare, inclusiv seriale atât de animație cât și live-action. Saban, de asemenea, a adaptat seriale tokusatsu de la Toei Company, inclusiv Power Rangers (bazat pe seriea Super Sentai), Big Bad Beetleborgs (bazat pe Juukou B-Fighter), VR Troopers (prezentând elemente din diverse seriale Metal Hero) și Masked Rider (prezentând elemente din Kamen Rider Black RX).
Saban a mai distribuit și furnizat muzică pentru programe de televiziune produse de companii terță precum The Super Mario Bros. Super Show!, Inspectorul Gadget și primele două sezoane dublate din Dragon Ball Z.
În anii 1990, Saban a operat și marca Libra Pictures care a produs programe destinate publicului mai matur decât programele sale obișnuite pentru copii, și de asemenea o filială de sindicalizare Saban Domestic Distribution, al căror scop principal a fost să distribuie emisiuni pentru prima difuzare și sindicalizare în afara canalelor.